# Litoral de Sergipe

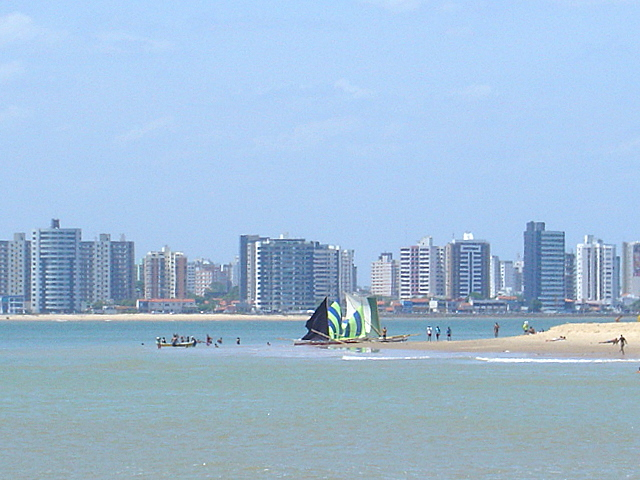

O litoral de Sergipe é composto por poucos municípios, porém muito atrativos para turistas de vários lugares do Brasil e do mundo, principalmente na capital Aracaju que também é uma cidade litorânea. Entre outros, destacam-se também a região da divisa com a Bahia, como Praia do Saco e Mangue Seco.